# Fleur Savelkoel
Fleur Savelkoel, född 22 augusti 1995 i Deventer, Nederländerna, är en volleybollspelare (vänsterspiker). 
Hon spelar (2024) för Schweriner SC och Nederländernas damlandslag i volleyboll. Tidigare har hon spelat för SC Potsdam och flera klubbar i Nederländerna. Med Sliedrecht Sport blev hon nederländsk mästare och cupmästare flera gånger. Under slutspelet i Volleyball-Bundesliga 2022/2023 slet hon av korsband, vilket tvingade henne till ett längre uppehåll.